# 剛志村
剛志村（ごうしむら、たけしむら）は、群馬県の南部、佐波郡に属していた村。

## 地理
- 河川：粕川、早川

## 歴史
- 1889年（明治22年）4月1日 - 町村制施行により、周辺4村（上武士村、保泉村、小此木村、中島村）と下武士村の一部が合併し佐位郡剛志村が成立する。
- 1896年（明治29年）4月1日 - 郡統合（佐位郡と那波郡の統合）により佐波郡に属する。
- 1955年（昭和30年）3月1日 - （旧）境町、采女村、島村と合併し境町となる。
- 2005年（平成17年）1月1日 - 境町が（旧）伊勢崎市、赤堀町、東村と合併して伊勢崎市となる。

## 交通
- 東武伊勢崎線
  - 剛志駅